# 日本作曲家協議会
一般社団法人日本作曲家協議会（にほんさっきょくかきょうぎかい、英文名称：The Japan Federation of Composers Inc.、略称：JFC）は、日本の作曲家の職能団体。作曲家の創造活動と経済的な条件の向上、社会的還元のために、作品の楽譜・CDの配布など、様々な事業に取り組む。アジア作曲家連盟(ACL)日本支部を兼ねており、国際現代音楽協会(ISCM)準会員でもある。

## 概要
正会員、特別会員、賛助会員により構成され、役員は無報酬。基本財源は、会員や賛助会員から集める会費。事業の多くは、文化庁の芸術団体人材育成支援事業や、社団法人私的録音補償金管理協会（sarah）をはじめとした団体からの事業助成によってまかなわれている。
前身が「日本作曲家組合」であったことからもわかるように、作曲料の不当な抑制を防止し、NHKなどに対して作曲料アップの交渉に取り組む。日本音楽著作権協会（JASRAC）に評議員を送り込んで、作曲家の利益と意見を反映するようにしている。
2001年（平成13年）より、作曲活動の振興を目的にJFC作曲賞を設立。歴代受賞者に宮内康乃、安野太郎らがいる。

## 沿革
- 1962年(昭和37年) - 日本作曲家組合として設立
- 1964年(昭和39年)10月15日 - 経理問題をめぐり意見に相違が生じていた日本音楽著作権協会（JASRAC）と、刷新委員を設けることで和解[2]
- 1969年(昭和44年) - 定款改正に伴い、日本作曲家協議会と名称変更
- 1983年(昭和58年) - 文部科学大臣から、社団法人として認可
- 2013年(平成25年)4月1日 - 社団法人から一般社団法人へ移行。内閣府所管になる。[3]

## 所在地
〒151‐0061 東京都渋谷区初台1－19－4　三森ビル101

## 会員
2021年（令和3年）1月現在
正会員数：355名
賛助会員：15団体及び個人

### 役員
2018年(平成30年)12月7日現在
- 会長
  - 菅野由弘
- 副会長
  - 川島素晴
  - 山内雅弘
  - 中川俊郎
- 理事
  - 赤石敏夫
  - 遠藤雅夫
  - 大政直人
  - 香月修
  - 神本真理
  - 西田直嗣
  - 堀越隆一
  - 三輪眞弘
  - 森山智宏
  - 山本純ノ介
- 監事
  - 小川類
  - 鍋島佳緒里

### その他の主な会員
- 岩代太郎
- 金子仁美
- 坂田晃一
- 佐藤眞
- 中川俊郎
- 水野修孝
- 望月京

### 逝去会員
- 入野義朗（名誉会長）
- 黛敏郎（名誉会長）
- 松下功（前会長・名誉会長）
- 池内友次郎
- 池上敏
- いずみたく
- 武満徹
- 柴田南雄
- 團伊玖磨
- 山本直純
- 伊福部昭
- 高木東六
- 松村禎三
- 別宮貞雄
- 冨田勲

## 主な事業
- 楽譜制作
30年にわたって、国内の音楽機関、海外の音楽関係団体に685曲もの楽譜を制作して配布。オーケストラ作品などの楽譜も、昭和54年（1979年）度からサントリー音楽財団の助成を受けて30曲以上出版。和文・英文の作品目録も作成[3]。
- 演奏会
「日本の作曲家」、「こどもたちへ」、「JFCアンデパンダン」、「JFC作曲賞本選会」、「国際交流コンサート」といった各種の演奏会を行い、作曲賞なども創設して後身の発掘にも取り組む。
- CD制作
楽譜制作事業で出版された作品の中から、レコード、CDを制作。国内の音楽機関、海外の音楽関係団体に配布。
- 日本の作曲家の作品リスト編集
会員を中心に日本人の作曲家の作品をリストアップし、目録を制作。1980年(昭和30年)から、サントリー音楽財団から隔年で出版。
- 健康保険
「文芸美術国民健康保険組合」などに団体加入して会員の便宜を図っている[3]。

## 注
1. ↑  JFCの活動[リンク切れ]
2. ↑  今日は何の日 60年代・70年代プレイバック 10月15日のニュース
3. 1 2 3  jfcとは
4. 1 2  （一社）日本作曲家協議会 会員名簿 （社）日本作曲家協議会